# Genoplesium alticola
Genoplesium alticola là một loài thực vật có hoa trong họ Lan. Loài này được D.L.Jones & B.Gray mô tả khoa học đầu tiên năm 1991.